# Montescueia leitaoi
Montescueia leitaoi là một loài nhện trong họ Ctenidae.
Loài này thuộc chi Montescueia. Montescueia leitaoi được miêu tả năm 1961 bởi Carcavallo & Martínez.